# Idantirso (siglo VII a. C.)
Idantirso (Idanthyrsus, en antiguo griego: Ἰδάνθυρσος) fue un rey escita. Estrabón habla de este rey y dijo que al frente de los escitas asoló Asia Menor, llegando hasta Egipto; y puede ser que corresponda a la expedición mencionada por Heródoto, el cual dice que un rey escita llamado Madies (Madyas) gobernó sobre Asia Menor durante 28 años hasta que fue expulsado por el rey Ciáxares de Media en el año 607 a. C. Estrabón menciona al rey Madies  como soberano de los cimerios. Marco Juniano Justino también menciona una expedición escita que llegó hasta la frontera de Egipto, pero de manera imprecisa.